# Кристи, Джефф
Джефф Кристи (англ. Jeff Christie, 2 февраля 1983, Ванкувер, Британская Колумбия) — канадский саночник, выступавший за сборную Канады с 2000 года по 2011-й. Участник двух зимних Олимпийских игр, многократный призёр национального первенства.

## Биография
Джефф Кристи родился 2 февраля 1983 года в городе Ванкувер, провинция Британская Колумбия. Активно заниматься санным спортом начал в возрасте двенадцати лет, в 2000 году прошёл отбор в национальную команду и стал принимать участие в различных международных соревнованиях, в частности, дебютировал во взрослом Кубке мира. На чемпионате мира 2001 года сумел подняться до шестнадцатого места мужского одиночного разряда, тогда как в командном зачёте расположился на одиннадцатой позиции. В сезоне 2002/03 боролся за обладание юниорским кубком мира и занял в общем зачёте второе место, немного не дотянув до трофея, на мировом первенстве в латвийской Сигулде финишировал девятнадцатым среди одиночек и занял восьмое место в эстафете.
В сезоне 2003/04 Кристи поднялся в мировом рейтинге сильнейших саночников до двадцать первой строки, на чемпионате мира в японском Нагано показал шестнадцатое время в одиночном разряде, кроме того, был седьмым в командных соревнованиях. В следующем сезоне несколько улучшил свои результаты, в общем зачёте Кубка мира обосновался на семнадцатой строке, а на мировом первенстве в американском Парк-Сити финишировал уже двенадцатым в одиночках и шестым в эстафете. Благодаря череде удачных выступлений Джефф Кристи удостоился права защищать честь страны на зимних Олимпийских играх 2006 года в Турине, где впоследствии приехал четырнадцатым. Окончил сезон пятнадцатым местом в рейтинге Кубка мира.
На чемпионате мира 2007 года в австрийском Иглсе показал двадцать второе время, после всех кубковых этапов поднялся в общем зачёте до тринадцатого места. В 2008 году на мировом первенстве в немецком Оберхофе финишировал одиннадцатым, тогда как в Кубке мира был девятнадцатым. Кристи перестал прогрессировать и на крупнейших международных соревнованиях редко пробивался выше двадцатки лучших, так, на чемпионате мира 2009 года в американском Лейк-Плэсиде он выступил крайне неудачно, расположившись лишь на двадцать третьем месте, одновременно с этим в кубковом рейтинге добрался только до девятнадцатой позиции.
Все надежды Кристи связывал с Олимпийскими играми 2010 года в своём родном Ванкувере, он отлично знал местную трассу и собирался побороться за медали. Однако в итоге остался вдалеке от призовых мест, как и в прошлый раз, показав четырнадцатый результат в мужской одиночной программе. Своё поражение он объяснил смещением вниз линии старта после несчастного случая с Нодаром Кумариташвили, выступив с критикой в сторону организаторов: «Изменения ни к чему хорошему не привели. Я сделал больше двухсот спусков с вершины. Мы потратили много времени, денег и сил, чтобы научиться съезжать оттуда, а они взяли и всё перенесли… да, вызвав у нас существенные неудобства. Я очень много раз спускался оттуда и выработал нужный ритм, и очень трудно было изменить этот ритм, стартуя с отметки для женщин».
Последним крупным международным стартом для Кристи стал чемпионат мира 2011 года в итальянской Чезане, где он пришёл к финишу восемнадцатым. Конкуренция в сборной на тот момент сильно возросла, поэтому сразу после этих соревнований он принял решение завершить карьеру профессионального спортсмена, уступив место молодым канадским саночникам. Ныне с семьёй проживает в городе Калгари, в свободное время любит кататься на лыжах и роликовых коньках, а также играть в футбол. Принимал участие в съёмках реалити-шоу MTV Cribs.